# پیتر نورورر
پیتر نورورر (انگلیسی: Peter Neururer؛ زادهٔ ۲۶ آوریل ۱۹۵۵) بازیکن فوتبال اهل آلمان است.